# Öffentlichkeit
Öffentlichkeit ist der Bereich des gesellschaftlichen Lebens, in dem Menschen zusammenkommen, um Probleme zu besprechen, die in politischen Prozessen gelöst werden sollen. Dafür muss der Zugang zu allen Informationsquellen und Medien frei sein, und die Informationen müssen frei diskutiert werden können. In diesem frei zugänglichen (öffentlichen) Raum soll sich die Mehrheitsmeinung ungestört durch Zensur und andere Barrieren herausbilden können.

## Geistes- und Gesellschaftsgeschichte

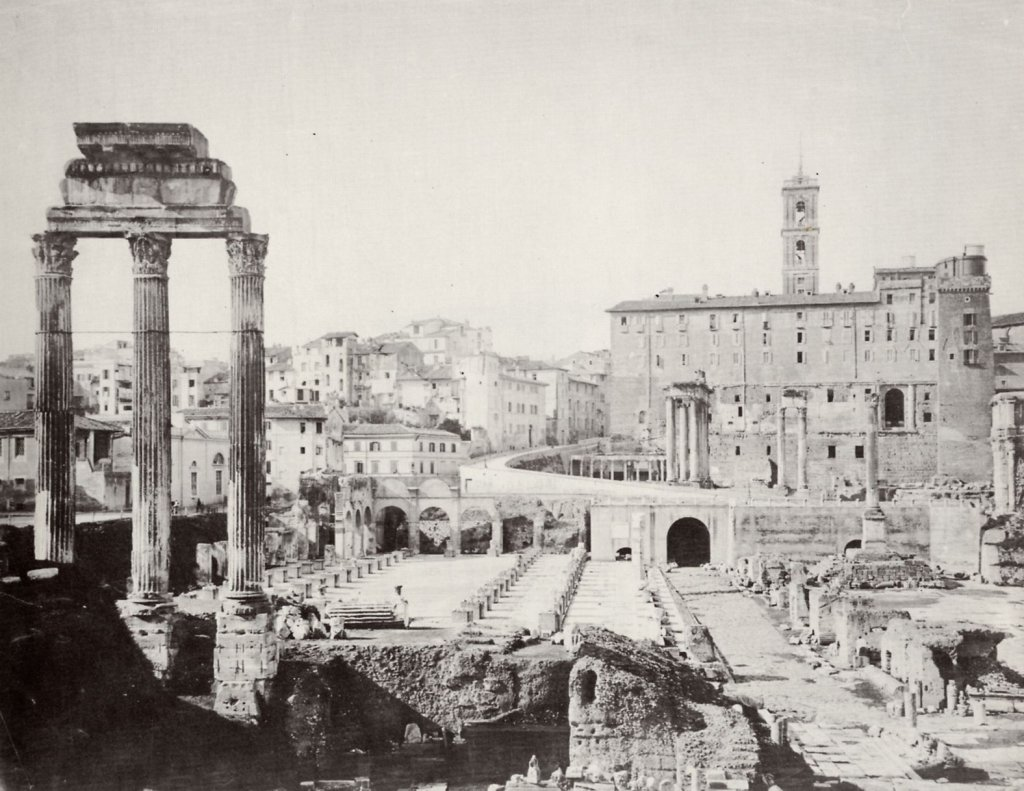
Auf dem Forum Romanum wurde im alten Rom öffentlich ausschließlich von männlichen Bürgern Politik gemacht.

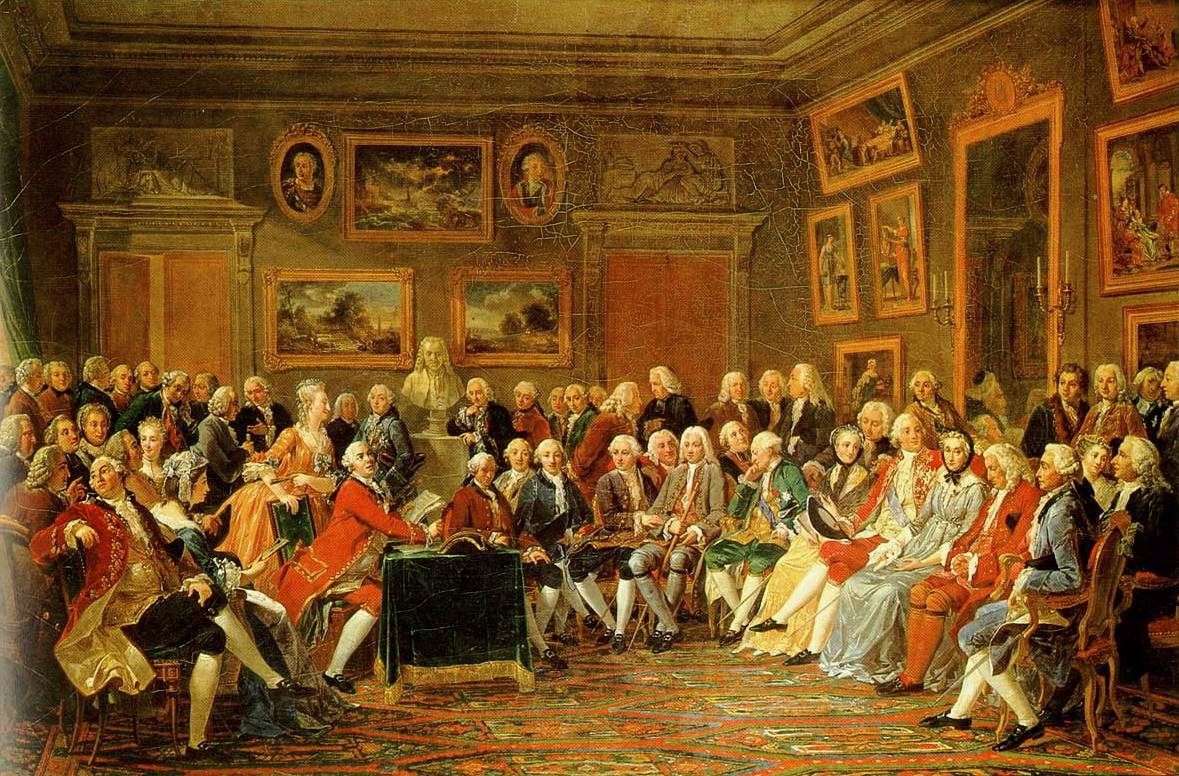
Der literarische Salon von Madame Geoffrin (1755)

Agora und Forum waren in den antiken Demokratien Versammlungsorte, die in der Neuzeit oft als Vorbilder für Öffentlichkeit dargestellt wurden, obwohl sie mit den modernen, von Medien geprägten Öffentlichkeiten noch wenig gemeinsam hatten.
In der deutschen Sprache tritt Öffentlichkeit als Ausdruck für ein bürgerliches Bestreben ab dem späten 17. Jahrhundert zunächst in literatur- sowie kunstkritischen Kreisen bei Treffen und in Publikationen zutage.
Ab Mitte des 18. Jahrhunderts wurden Themen der öffentlichen Debatte durch den Einfluss der Aufklärung zunehmend politischer und sozialkritischer. Orte dieser neuen Öffentlichkeit in europäischen Städten waren Theater, Salons, Kaffeehäuser und Lesegesellschaften. Hier trafen sich unabhängig und zum Teil in Opposition zu den Formen der Öffentlichkeit, die sich im absolutistischen Ständestaat etabliert hatten, nämlich dem Fürstenhof und der Kirche, vor allem männliche Exponenten des Bildungsbürgertums (Sphäre der „bürgerlichen Öffentlichkeit“).

## Sozialwissenschaften

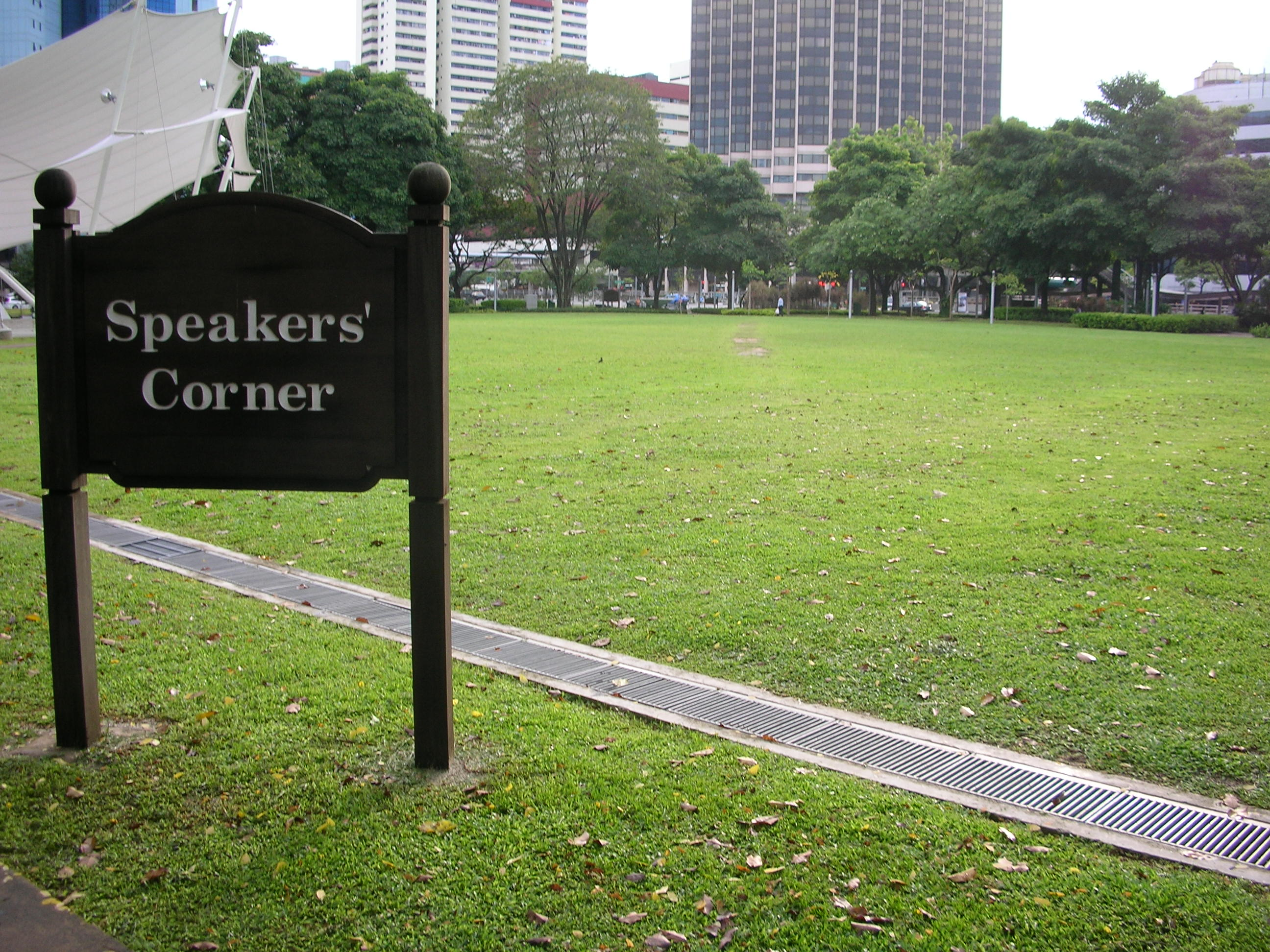
Speakers’ Corner in Singapur

Sozialwissenschaftliche Diskurstheorien verstehen unter Öffentlichkeit die Gesamtheit der potentiell an einem Geschehen teilnehmenden Personen („Publikum“ im weiteren Sinne).

## Politikwissenschaft

### Hannah Arendt
Nach altgriechischem Ideal ist gemäß Hannah Arendt die Teilnahme an der Öffentlichkeit der Polis auf der Agora dem freien Bürger vorbehalten, der die Lebensnotwendigkeiten des privaten Haushalts (Oikos) überwunden hat und in die freie Sphäre der Öffentlichkeit übergehen kann. Dieser Logik folgend ist ein arbeitender Mensch nicht frei, da er noch mit Lebensnotwendigkeiten beschäftigt ist, welche ihn der Freiheit berauben. Freiheit wird hier also nicht als Freiheit des Handelns im Sinne eines nicht vorhandenen Determinismus verstanden, sondern als ein Hintersichlassen der privaten Angelegenheiten.

### Jürgen Habermas
Weitere Definitionen von Öffentlichkeit sind: „Sphäre der zum Publikum versammelten Privatleute“ (Habermas: Strukturwandel der Öffentlichkeit), „Netzwerk für die Kommunikation von Inhalten und Stellungnahmen […], das sich nach der Kommunikationsdichte, der Organisationskomplexität, und Reichweite nach Ebenen differenziert, von der episodischen Kneipen-, Kaffeehaus- oder Straßenöffentlichkeit über die veranstaltete Präsenzöffentlichkeit von Theateraufführungen, Elternabenden, Rockkonzerten, Parteiversammlungen oder Kirchentagen bis zu der abstrakten, über Massenmedien hergestellten Öffentlichkeit“ (Habermas: Faktizität und Geltung).
Öffentlich sind ferner die „öffentliche Versammlung“, „öffentliche Kundgebung“, „öffentliche Verhandlung“ (vor Gericht), im Gegensatz zu Versammlungen „unter Ausschluss der Öffentlichkeit“. Die Öffentlichkeit von möglichst vielen Ereignissen ist ein demokratisches Prinzip. Presse und Rundfunk haben die Aufgabe, durch Berichte, Reportagen oder Direktübertragungen Öffentlichkeit auch über weite Entfernungen hinweg herzustellen. Ihre Vorläufer waren die Theaterbühnen. Das Rampenlicht als hellstmögliche künstliche Beleuchtung bis zum Beginn des 20. Jahrhunderts ist noch ein Synonym für öffentliche Beachtung.
Jürgen Habermas unterscheidet dabei zwei Arten von Öffentlichkeit: Jenen Teil der Öffentlichkeit, welcher von professionellen Medien und Lobbyisten mit einer großen Nähe zum politischen Zentrum dominiert wird, bezeichnet er als „vermachtet“, den Teil der Öffentlichkeit, welcher durch die Zivilgesellschaft hergestellt wird, bezeichnet er als nichtvermachtet oder autochthon.
Innere Öffentlichkeit ist eine gesonderte Form die nicht auf die gesamte Gesellschaft bezogen ist. Vielmehr ist der Bezug mit größeren Gruppen, Vereinen, Unternehmen oder sonstigen Organisationen und Körperschaften betroffen. Sie bezeichnet die Gesamtzahl der betreffenden Personen und unterliegt dennoch denselben Normen und organisatorischen Grundmustern wie die „äußere Öffentlichkeit“. Diese innere Öffentlichkeit wird von dieser getrennt und unter Berücksichtigung des speziellen Informationsbedarfs bedient.
In demokratischen Gesellschaften spielt Öffentlichkeit in Gestalt der öffentlichen Meinung eine wichtige Rolle, denn in ihr findet die (politische) Meinungsbildung statt. Die Presse ist wichtiger Teil und Spiegel der Öffentlichkeit. In diesem Zusammenhang sind öffentliche Güter wichtig, die Öffentlichkeit überhaupt erst ermöglichen. Eine lebendige Öffentlichkeit wird einigen Theorien zufolge als Grundlage für die Entwicklung einer Zivilgesellschaft gesehen.

### Kritik an Jürgen Habermas
Von Jürgen Habermas sei in Strukturwandel der Öffentlichkeit vernachlässigt worden, so Nancy Fraser, dass es systematische Hindernisse gibt, „die einen tatsächlich vollwertigen und gleichberechtigten Zugang zur öffentlichen Debatte verwehren“. Dies betreffe besitzlose Arbeiter, Frauen, Arme sowie Angehörige von ethnischen, religiösen und nationalen Minderheiten.
Es ist die geschichtliche Dimension wesentlich. Die Standesgrenzen bis zum Ersten Weltkrieg machten Öffentlichkeit zu einem Privileg bestimmter sozialer Schichten (Ausschlüsse durch das Etablieren des Kriterium der Hoffähigkeit). Schon seit der Aufklärung geht eine Trennung in private und öffentliche Räume damit einher, dass Frauen den privaten und Männer den öffentlichen Raum zugewiesen erhalten. Solche geschlechtsspezifischen Zuschreibungen haben nach Ansicht von Kritikern dazu geführt, dass die öffentliche Meinung in bürgerlichen Gesellschaften oftmals dadurch gebildet wird, dass Frauen von diesen Prozessen ausgeschlossen werden. Öffentlichkeit hat demnach dazu beigetragen, problematische Geschlechteridentitäten zu etablieren. Auch in modernen Mediengesellschaften führt die öffentliche Kommunikation nicht selten zur Etablierung von Geschlechterhierarchien, die mit Mechanismen des Ein- und Ausschlusses einhergehen.

## Öffentlichkeit und Kommunikation
Aus der Sicht der Kommunikationstheorie besteht das Problem, die Öffentlichkeit „zu identifizieren und vor allem die Verhältnisse zwischen Öffentlichkeit und Publikum empirisch tragfähig zu generalisieren“.
Joachim Westerbarkey beginnt mit der Einordnung als „Alltagskategorie“, spricht dann von den widersprüchlichen Funktionen der Öffentlichkeit durch die Paarungen von: „„Nivellierung und Differenzierung, Konformität und Pluralität, Neugier und Ignoranz““. Zudem vertritt er die Auffassung, dass es überhaupt nur „Sonderöffentlichkeiten“ gebe, deren Teilnehmer und Inhalte zudem variieren. „Dynamik und Pluralität“ zeichne die Idee der Öffentlichkeit aus.

## Öffentlichkeit und Demokratie
Öffentlichkeit aller bedeutenden rechtlichen, politischen und wirtschaftlichen Vorgänge, sowie die öffentliche Meinungs- und Willensbildung gelten als Kriterien einer funktionierenden Demokratie.
Axel Montenbruck erläutert: „Das politische Menschenbild der Demokratien bestimmt vor allem der Gedanke der Öffentlichkeit. Sie besteht der Sache nach in einem kollektiven Interesse, der res publica. Anderseits tritt die Öffentlichkeit personifiziert als Publikum auf. Dieses bildet die reale Seite einer Allgemeinheit der Menschen oder Wahlbürger, die ihrerseits den jeweiligen Volksbegriff mitbestimmt. Alle diese Begriffe die Allgemeinheit, die Kollektivität, die Sozialität und die Versammlung zielen auf eine Bündelung von Einzelinteressen und Einzelwesen zu etwas „Gemeinsamem“ ab. Sie alle beschreiben Aspekte von menschlichen Gemeinschaften. Die Öffentlichkeit ist ferner zumeist mit Orten, wie dem Forum, dem Gericht und der Versammlung im Freien und ohne Waffen, verbunden. Die Öffentlichkeit lässt auf diese Weise die Allgemeinheit in einer konkreten Form sichtbar werden und verschafft ihr einen eigenen Raum.“

## Öffentlichkeit und Recht

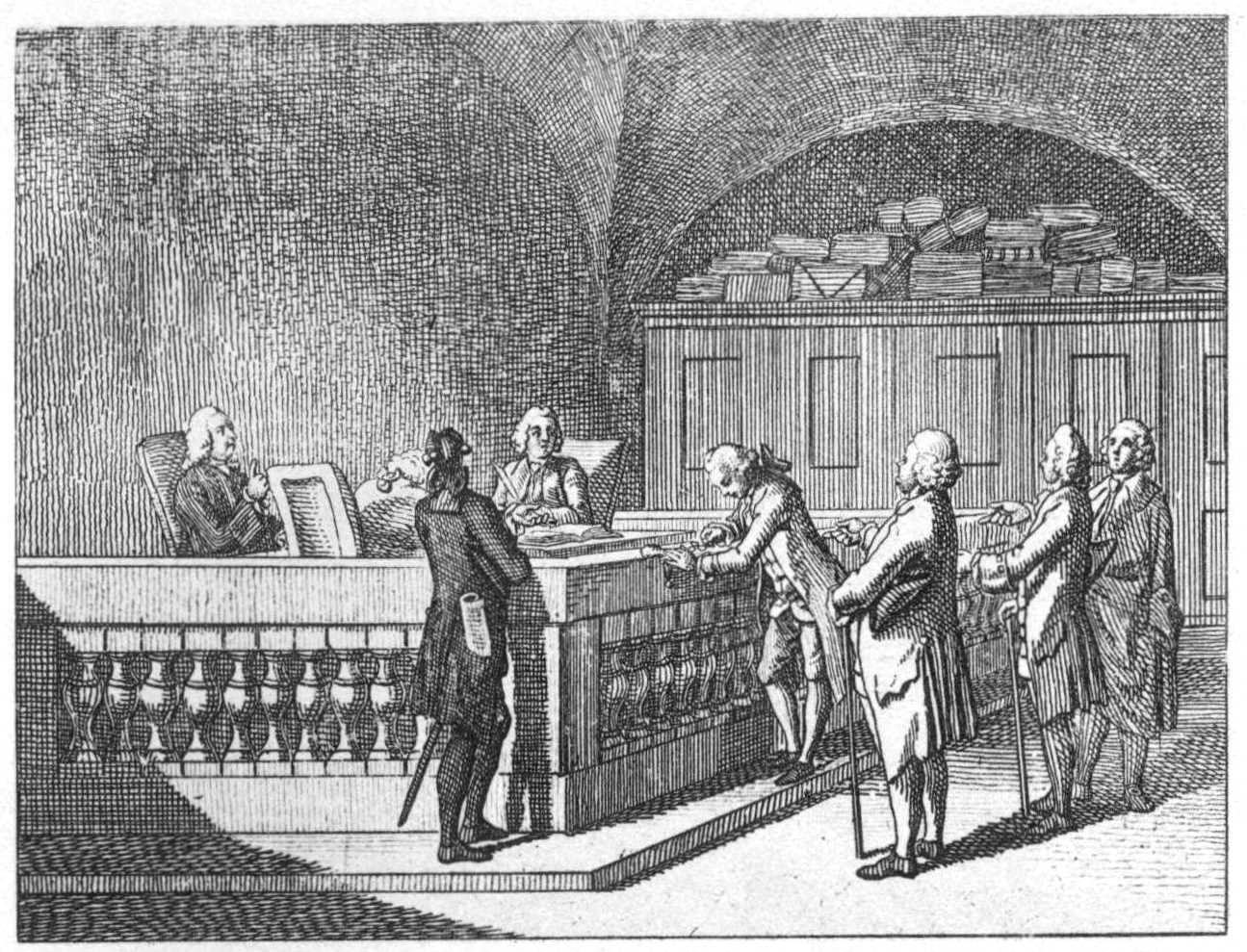
Abbildung einer Gerichtsverhandlung im 18. Jahrhundert

Der Begriff Öffentlichkeit wurde ursprünglich nur im Sinne der Öffentlichkeit von Gerichtsverhandlungen gebraucht. Im Prozessrecht bezeichnet Öffentlichkeit sowohl die Tatsache, dass eine Gerichtsverhandlung unbeteiligten Personen zugänglich ist, als auch den Kreis der einer Gerichtsverhandlung beiwohnenden, nicht direkt beteiligten Zuschauer. Für die der Gewaltenteilung unterliegenden staatlichen Organe ergibt sich aus der Idee der Öffentlichkeit als Wesenselement der Demokratie: Die gesetzgebenden Organe (Legislative) beraten in demokratischen Staaten im Allgemeinen öffentlich, soweit nicht besondere Umstände (z. B. Geheimhaltung) eine nichtöffentliche Behandlung erfordern.
Gerichtsverhandlungen (Judikative) einschließlich der Verkündung der Urteile und Beschlüsse sind in der Regel öffentlich (Deutschland: § 169 des Gerichtsverfassungsgesetzes). Obgleich im Grundgesetz nicht ausdrücklich erwähnt, gilt Öffentlichkeit der mündlichen Verhandlung als Grundprinzip des Rechtsstaates. Auch nach Artikel 6 Absatz 1 der europäischen Konvention zum Schutze der Menschenrechte und Grundfreiheiten (EMRK) gehört das öffentliche Verhandeln vor Gericht zur Voraussetzung eines fairen Verfahrens. Die Bedeutung der Öffentlichkeit in Gerichtsverhandlungen ergibt sich aus der Rechtsgeschichte, in der immer wieder ein Kampf gegen Justiz hinter verschlossenen Türen geführt wurde. Öffentlichkeit dient zudem der Kontrolle und Unabhängigkeit von Richtern sowie dem wirksamen Grundrechtsschutz.
Einschränkungen der Öffentlichkeit in Gerichtsverhandlungen gelten in Familiensachen, zum Schutz öffentlicher oder privater Geheimnisse (§§ 171a, 171b, 172 GVG) und wenn die Raumkapazität im Gerichtssaal nicht für alle Interessenten ausreicht.
Im Bereich des Regierungshandelns (Exekutive) wird die Frage der Öffentlichkeit sehr verschieden gehandhabt. Dies gilt erstens im Vergleich verschiedener Verwaltungshandlungen, zweitens im Vergleich verschiedener Staaten und staatlicher Untereinheiten, und drittens im Vergleich verschiedener Politikgebiete oder Themen (für die Geheimhaltung vorgesehen sein kann). Mangelnde Öffentlichkeit in diesen Bereichen wurde unter der Bezeichnung „Arkanpolitik“ (nach Jürgen Habermas) als Kennzeichen absolutistischen oder allgemein undemokratischen Staatsverständnisses kritisiert.
Trotz des Öffentlichkeitspostulats der Demokratie finden die entscheidenden politischen Beratungen (etwa Sitzungen des Koalitionsausschusses oder Fraktionssitzungen) hinter verschlossenen Türen statt. Dies ist nicht zuletzt der Art der medialen Begleitung langwieriger politischer Prozesse geschuldet, die Politiker veranlasst, das Eindringen der Medienlogik in ihre Beratungen zu begrenzen. Durch Indiskretionen erhält die Öffentlichkeit punktuell Einblicke in das Verhandlungsgeschehen, allerdings entsteht so keine öffentliche Diskurssphäre.
Das Oberlandesgericht Köln fällte im Februar 2012 drei einschlägige Urteile (Az.: 15 U 123/11, 15 U 125/11 und 15 U 126/11). Das OLG Köln hat wegen der grundsätzlichen Bedeutung die Revision zum Bundesgerichtshof zugelassen. Die Frage, in welchem Umfang auch über private, das Persönlichkeitsrecht berührende Umstände berichtet werden dürfe, die in einer öffentlichen Gerichtsverhandlung erörtert worden seien, sei bisher nicht höchstrichterlich entschieden.

## Filme
- Citizen Kane, Regie: Orson Welles, USA 1941
- La Société du spectacle (Die Gesellschaft des Spektakels). Regie: Guy Debord, Frankreich 1973
- Network, Regie: Sidney Lumet, USA 1976
- Die allseitig reduzierte Persönlichkeit – Redupers, Regie: Helke Sander, BRD 1978
- The Social Network, Regie: David Fincher, USA 2010